# ادینگتون (دهانه)
ادینگتون یک دهانه برخوردی در ماه است.

## دهانه‌های اقماری
این دهانه ۱ دهانه اقماری دارد.
| Eddington | عرض جغرافیایی | طول جغرافیایی | قطر          |
| --------- | ------------- | ------------- | ------------ |
| P         | ۲۱٫۰° N       | ۷۱٫۰° W       | ۱۲٫۰ کیلومتر |